# Est dell'Inghilterra
L'Est dell'Inghilterra (East of England in inglese) è una delle regioni ufficiali inglesi. 
La sua popolazione al censimento del 2001 era di 5 388 140 abitanti. Confina con il Wash a nord, il Mare del Nord a est e la regione Sud Est a sud e a ovest, Grande Londra a sud-ovest e Midlands Orientali a nord-ovest. East of England LGA è il coordinamento delle autorità locali.
La regione fu creata alla fine degli anni 1990 unendo le contee dell'Essex, dell'Hertfordshire e del Bedfordshire, in precedenza parte della regione Sud Est, con la regione tradizionale dell'East Anglia. 
Le nuove regioni non sono ancora molto comprese o usate dalla gente. 
Il governo laburista ha tentato di introdurre le assemblee regionali in Inghilterra, ma il piano è stato abbandonato dopo la sconfitta nel referendum tenutosi nel 2004 nella regione Nord Est con un margine di 78% a 22%. 
Di conseguenza, l'"Est dell'Inghilterra" come un concetto amministrativo è poco familiare al pubblico, più consono a comprendere le designazioni tradizionali di Anglia Orientale e Sud Est.

## Suddivisioni
| Mappa              | Contea cerimoniale | Contea / Autorità unitaria | Distretti   |
| ------------------ | ------------------ | --- | ----------- |
|                    | Essex              | 1. Thurrock | 1. Thurrock |
| 2. Southend-on-Sea | Essex              | |             |
| 3. Essex           | Essex              | Harlow, Epping Forest, Brentwood, Basildon, Castle Point, Rochford, Maldon, Chelmsford, Uttlesford, Braintree, Colchester, Tendring   |             |
| 4. Hertfordshire   | 4. Hertfordshire   | Three Rivers, Watford, Hertsmere, Welwyn Hatfield, Broxbourne, East Hertfordshire, Stevenage, North Hertfordshire, St Albans, Dacorum |             |
| Bedfordshire       | 5. Luton           | 5. Luton |             |
| Bedfordshire       | 6. Bedfordshire    | Bedford, Mid Bedfordshire, South Bedfordshire                                                                                         |             |
| Cambridgeshire     | 7. Cambridgeshire  | Cambridge, South Cambridgeshire, Huntingdonshire, Fenland, East Cambridgeshire                                                        |             |
| Cambridgeshire     | 8. Peterborough    | |             |
| 9. Norfolk         | 9. Norfolk         | Norwich, South Norfolk, Great Yarmouth, Broadland, North Norfolk, King's Lynn and West Norfolk, Breckland                             |             |
| 10. Suffolk        | 10. Suffolk        | Ipswich, Suffolk Coastal, Waveney, Mid Suffolk, Babergh, St Edmundsbury, Forest Heath                                                 |             |

Originariamente era stata definita come costituita dalle contee dell'Essex, dell'Hertfordshire, del Bedfordshire, del Cambridgeshire, del Norfolk e del Suffolk. La lista sopra comprende le autorità unitarie ricavate da queste contee nella riforma amministrativa degli anni 1990.